# Magnolia (Ohio)
Magnolia és una població dels Estats Units a l'estat d'Ohio. Segons el cens del 2000 tenia 931 habitants.

## Demografia
Segons el cens del 2000, Magnolia tenia 931 habitants, 369 habitatges, i 263 famílies. La densitat de població era de 403,9 habitants/km².
Dels 369 habitatges en un 30,9% hi vivien nens de menys de 18 anys, en un 59,6% hi vivien parelles casades, en un 8,1% dones solteres, i en un 28,7% no eren unitats familiars. En el 24,9% dels habitatges hi vivien persones soles l'11,9% de les quals corresponia a persones de 65 anys o més que vivien soles. El nombre mitjà de persones vivint en cada habitatge era de 2,52 i el nombre mitjà de persones que vivien en cada família era de 3.
Per edats la població es repartia de la següent manera: un 25,8% tenia menys de 18 anys, un 4,8% entre 18 i 24, un 30,9% entre 25 i 44, un 22,2% de 45 a 60 i un 16,2% 65 anys o més.
L'edat mediana era de 39 anys. Per cada 100 dones de 18 o més anys hi havia 96,3 homes.
La renda mediana per habitatge era de 39.688 $ i la renda mediana per família de 45.156 $. Els homes tenien una renda mediana de 32.292 $ mentre que les dones 20.909 $. La renda per capita de la població era de 19.711 $. Aproximadament el 4,3% de les famílies i el 4,3% de la població estaven per davall del llindar de pobresa.

## Poblacions més properes
El següent diagrama mostra les poblacions més properes.